# Vasútmodellek méretarányai

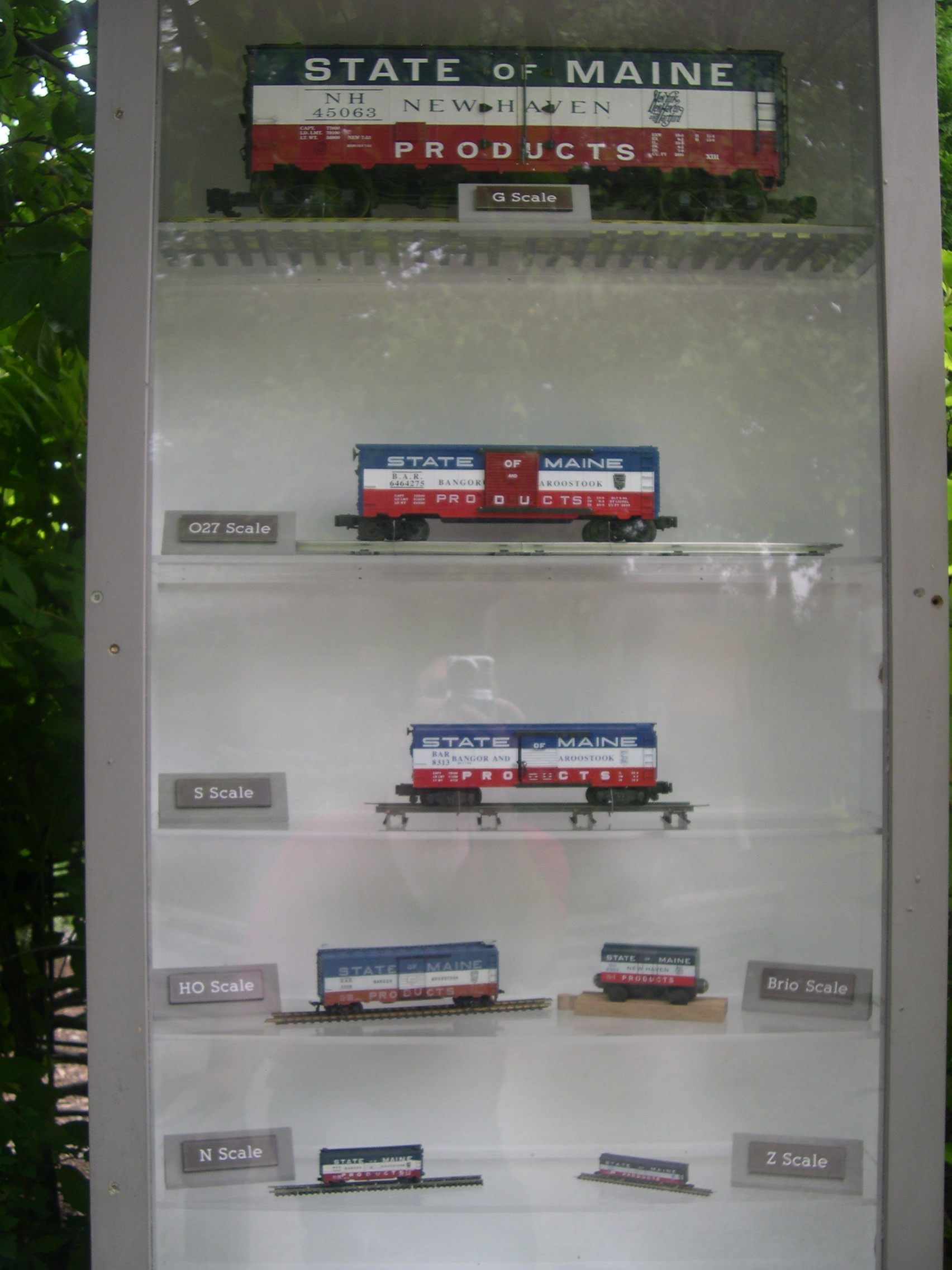
Ugyanannak a tehervagonnak különböző méretarányai

A vasútmodellek méretarányai azok a nemzetközi szabvány szerinti léptékek, amelyekben méretarányosan lehet vasúti járműveket és a hozzájuk tartozó környezetet élethűen kicsinyíteni, ez a vasútmodellezés alapja. Legtöbbeknél a vásárlással kezdődik a vasútmodellezés. Először a megvásárolt kezdőkészletnek nevezett csomagot bővítik, s annak felhasználásával készül az első modellpálya. Az első készletet is ki kell választani. Ez a választás meghatározza a későbbi lehetőségeket. Ha a vágányok, az épületek, a környezet tárgyai, berendezései, eszközei létrejönnek és ezek le vannak rögzítve, akkor az így létrejött egység  lesz a terepasztal.
Később a modellező, - fantáziájától függően - nem csak előre, erre a célra gyártott alkatrészekkel épít, hanem az adott célnak általa legmegfelelőbbnek vélt anyagokat felhasználva hozza létre „alkotásait”.
Az építési arány és az alapméretarány hasonló fogalmak. Amíg az alapméretarány egy meghatározott számérték, amely a modellpálya bizonyos méreteire vonatkozik, az építési nagyság általánosabb megjelölés. Jelöli az alapméretarányt és a modell vagy a modellpálya építésénél használt, az alapméretaránytól függő, de attól eltérő különleges méretarányokat is.

## Nyomtávolság
A sínszálak közötti G-vel jelölt távolságot nyomvonaltávolságnak  nevezzük. Ez a nagyvasúti és a modellvasúti vágányok legfontosabb jellemzője. Mérete meghatározza a vasúti pályán lebonyolódó forgalom jellegét. A vágányokon csak olyan járművek közlekedhetnek, amelyik nyomtávolsága megegyezik a pálya nyomtávolságával. A nyomtávolság elvileg tetszőleges lehet, a gyakorlatban azonban néhány bevált vagy szabványos méretet alkalmaznak mind a nagyvasúton, mind a modellvasútnál.
A NEM 020 és a NEM 010 tartalmazza a szabványokat. A NEM betűszó az Európai Modellvasúti Szabványokat jelenti.

### Modellvasútnagyságok
Néhány szabványos modellvasút-építési nagyság:
| Építési nagyság       | Méretarány | Nyomtávolság (G, mm) |
| --------------------- | ---------- | -------------------- |
| 1"                    | 1:12       | 121                  |
| 1/4"                  | 1:16       | 88,9                 |
| F                     | 1:20,32    | 70,62                |
| Fn3                   | 1:20,32    | -                    |
| I                     | 1:32       | 44,85                |
| 1n3                   | 1:32       | 28,6                 |
| 0                     | 1:45       | 31,8                 |
| 0n3                   | 1:45       | 19,0                 |
| 0n30                  | 1:45       | 16,7                 |
| 0n2                   | 1:45       | 12,7                 |
| S                     | 1:64       | 22,4                 |
| Sn3                   | 1:64       | 14,3                 |
| 00                    | 1:76       | 16,5                 |
| H0                    | 1:87       | 16,5                 |
| H0m                   | 1:87       | 12                   |
| H0e                   | 1:87       | 9                    |
| H0f                   | 1:87       | 6,5                  |
| H0n2                  | 1:87       | 7                    |
| TT                    | 1:120      | 12                   |
| TTm                   | 1:120      | 9                    |
| TTe                   | 1:120      | 6,5                  |
| TTf (új) (Feldbahn)   | 1:120      | 4,5                  |
| TTg (új) (Gartenbahn) | 1:120      | 3                    |
| Angol N               | 1:148      | 9                    |
| N                     | 1:160      | 9                    |
| Nm (Nn3)              | 1:160      | 6,5                  |
| Ne (Nn2)              | 1:160      | 4,5                  |
| Nf (új) (Feldbahn)    | 1:160      | 3                    |
| Ng (új) (Gartenbahn)  | 1:160      | 1                    |
| Z                     | 1:220      | 6,52                 |
| ZZ                    | 1:300      | 4,5                  |
| T                     | 1:450      | 3                    |

Ezeken kívül is van még több szabvány, de ezeket általában nem belső helyiségekben, hanem a szabad tereken megépített modellvasutakhoz állapították meg.

### Szabadtéri modellvasútnagyságok
Néhány szabványos kerti vasút építési nagyság:
0 méretarányok:
| Építési nagyság         | Méretarány     | Nyomtávolság (G)          |
| ----------------------- | -------------- | ------------------------- |
| 0 scale (UK)            | 1:43           | 32 mm (normál nyomtáv)    |
| 0 scale (USA és Európa) | 1:48           | 32 mm (normál nyomtáv)    |
| 0n3 scale (USA)         | 1:48           | 19 mm (keskeny nyomköz)   |
| 0n30 scale (USA)        | 1:48           | 16,5 mm (keskeny nyomköz) |
| 016.5 (UK)              | 1:43           | 16,5 mm (keskeny nyomköz) |
| 09 (USA)                | 1:48 vagy 1/43 | 9 mm (keskeny nyomköz)    |
| 1 láb                   | 1:19           | 32 mm (keskeny nyomköz)   |

1 méretarányok:
| Építési nagyság                                      | Méretarány | Nyomtávolság (G)       |
| ---------------------------------------------------- | ---------- | ---------------------- |
| Gauge 1 (Märklin)                                    | 1:32       | 45 mm (normál nyomtáv) |
| Gauge 1 (bizonyos angol modellek) ahol 10 mm = 1 láb | 1:30,5     | 45 mm (normál nyomtáv) |

G méretarányok:
| Építési nagyság                     | Méretarány | Nyomtávolság (G)                           |
| ----------------------------------- | ---------- | ------------------------------------------ |
| G scale (LGB)                       | 1:26       | 45 mm (normál nyomtáv, torzított modellek) |
| G scale (LGB)                       | 1:22       | 45 mm (méteres keskeny nyomköz)            |
| G scale (USA trains és Aristocraft) | 1:29       | 45 mm (normál nyomtáv, torzított modellek) |
| G scale (Bachmann és Accucraft)     | 1:20,3     | 45 mm (3 láb keskeny nyomköz)              |

Néhány szabványos parkvasút építési nagyság (rá vagy bele lehet ülni):
| Építési nagyság              | Méretarány | Nyomtávolság (G)                     |
| ---------------------------- | ---------- | ------------------------------------ |
| 3(III)                       | 1: 16      | 89,0 mm                              |
| 5 (V) (US)                   | 1 : 12     | 120,0 mm                             |
| 5 ( V )                      | 1 : 11     | 127,0 mm                             |
| 6 (M - múzeumi)              | 1 : 10     | 144,0 mm                             |
| 7 (VII)                      | 1 : 8      | 184,0 mm a legelterjedtebb parkvasút |
| -                            | 1 : 6      | 239,2 mm                             |
| 10 ( X )                     | 1 : 5,5    | 260,0 mm                             |
| Budapesti Közlekedési Múzeum | 1 : 5      | 288,0 mm                             |

## Alapméretarány
Az alapméretarány a modellpálya nyomtávolságának és a normál nyomtávolságú nagyvasúti pálya nyomtávolságának az aránya.
Például ha a modellpálya nyomtávolsága 32 mm, a nagyvasúti pálya nyomtávolsága 1435 mm, akkor az alapméretarány 32 / 1435 = 1/45 vagy szokásosan 1:45.
- A kapott számérték azt mutatja meg, hogy a nagyvasúti vágányt hányadrészére kicsinyítettük, amikor a modellvágány nyomtávolságát megválasztottuk (a példában 1:45),
- A nagyvasúti vágány nyomtávolsága hányszor nagyobb a modellvágány szokásos  méreténél (a példa szerint 45-ször),
- A nagyvasúti (vágány, jármű) méreteket milyen számmal kell osztani, hogy arányos modellvasúti méreteket kapjunk (a példa szerint 45-tel.)

Az alapméretarány nemcsak a modellvasút vágányainak méretét, hanem a modellvasút valamennyi méretét meghatározó szám. A nagyvasúti és a modellvasúti méretek arányát fejezi ki. Ennek az aránynak a megjelölésére használhatjuk a rövidebb méretarány kifejezést is, de ezen mindig az alapméretarányt értjük.

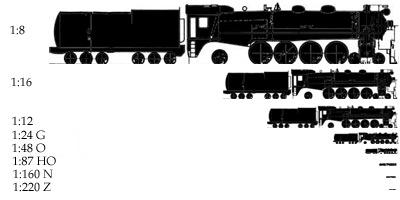
Modellek építési nagyság szerint

## Építési nagyságok
A játékvasutak fejlődése során szükségessé vált, hogy a nyomtávolság ne tetszőlegesen választott érték legyen, hanem néhány állandó méret legyen. Az így kialakult nyomtávolságokhoz tartozó alapméretarányokat az építési nagyság jelével jelölik (például H0). Az arány számszerű megadása elhagyható.
Az építési nagyság  és az alapméretarány hasonló fogalmak. Az alapméretarány egy meghatározott számérték, amely a modellpálya bizonyos méreteire vonatkozik. Az építési nagyság általánosabb megjelölés. Jelöli az alapméretarányt és a modell vagy modellpálya építésénél használt az alapméretaránytól függő, de attól eltérő különleges méretarányokat is.
Vasútmodelleket számos különböző méretarányban vásárolhatunk. A méretarány kiválasztásánál legfontosabb a rendelkezésre álló hely. Minél kisebb a méretarány, annál bonyolultabb vasúthálózatot tudunk létrehozni ugyanakkora helyen.
A legismertebb, egyúttal a leggyakoribb méretarányok:

### 0-s méretarány
A 0-s méretarány (Kiejtése: "nullás") mérete 1:45. A jelenlegi legnagyobb modellek tartoznak ide. Leggyakrabban svájci témát és mellékvonalat dolgoz fel. Ma már kevésbé elterjedt.

### H0-s méretarány
A H0-s méretarány (Kiejtése: "há-nullás") mérete 1:87. Jelenleg az egyik legnépszerűbb, legelterjedtebb méretarány. Rengeteg modell és kiegészítőt kapható, köztük számos magyar modell is. A modellek hossza néha nem 1:87, hanem 1:100. Létezik hozzá keskeny nyomtávú modellvasút is, ezeknek a jele: H0m, H0e, H0f (korábban: H0i).

### TT méretarány
A TT méretarány (Kiejtése: "té-té") mérete 1:120. Régen az egykori NDK területén igen népszerű volt. A modelleket a Berliner TT-Bahnen gyártotta. Ma már számos gyártó gyárt modelleket TT méretarányban. Létezik hozzá keskeny nyomtávú modellvasút is, ezeknek a jele: TTm, TTe; hamarosan: TTf és TTg.

### N méretarány
Az N méretarány (Kiejtése: "en") mérete 1:160. A TT-nél gyakoribb méretarány. Létezik hozzá 2015. 07. 14-től keskeny nyomtávú modellsín is (modellek még nem kaphatók), ezeknek a jele: Nm, Ne, Nf, Ng

### Z méretarány
A Z méretarány (Kiejtése: "zé") mérete 1:220. Sokáig a legkisebb méretarány volt. Nem nagyon terjedt el, jelenleg meglehetősen ritka.

### T méretarány
A T méretarány (Kiejtése: "té") a jelenlegi legkisebb méretarány, mérete 1:450. Nevét a modellsín nyomtávjáról kapta, mely mindössze 3 mm (angolul: three). Jelenleg egy gyár gyártja Japánban.